# 青龙集镇
青龙集镇，是中华人民共和国安徽省宿州市萧县下辖的一个乡镇级行政单位。

## 行政区划
青龙集镇下辖以下地区：
青龙集村、邱庄村、胡庄村、张鲁庄村、路口村和黄月店村。